# Mackinia continentalis
Mackinia continentalis là một loài chân đều trong họ Janiridae. Loài này được Birstein & Ljovuschkin miêu tả khoa học năm 1965.